# ميتسو
ميتسو (باليابانية: 御杖村) هي قرية تقع في مقاطعة أودا، محافظة نارا، اليابان.
يُقدر التعداد السكاني للقرية لعام 2005بـ2459 نسمة، بكثافة سكانية تبلغ 30.88 شخص لكل كيلومتر مربع. مجموع المساحة يبلغ 79.63 كيلومتر مربع.

## روابط خارجية
- الموقع الرسمي (باليابانية)